# كويتشي أويتا
كويتشي أويتا (種田 孝 一) (ولد 9 أبريل 1914- 11 سبتمبر 1996) هو لاعب كرة قدم ياباني، شارك في دورة الألعاب الاولمبية الصيفية عام 1936 في برلين.

## روابط خارجية
1. ↑  "معلومات عن كويتشي أويتا على موقع static.fifa.com". static.fifa.com. مؤرشف من الأصل في 2019-06-02.
2. ↑  "معلومات عن كويتشي أويتا على موقع sports-reference.com". sports-reference.com. مؤرشف من الأصل في 2017-08-31.
3. ↑  "معلومات عن كويتشي أويتا على موقع national-football-teams.com". national-football-teams.com. مؤرشف من الأصل في 2020-03-02.

- كويتشي أويتا على موقع الاتحاد الدولي (مؤرشف)  (الإنجليزية)
- كويتشي أويتا على موقع ناشيونال فوتبول تيمز (الإنجليزية)
- كويتشي أويتا على موقع عالم كرة القدم.نت (الإنجليزية)
- كويتشي أويتا على موقع أوليمبيديا (الإنجليزية)

 (بالإنجليزية)